# Belorusskij vokzal
Belorusskij vozkal (Белорусский вокзал) è un film del 1970 diretto da Andrej Sergeevič Smirnov.